# Veksebo
Veksebo er en landsby i Asminderød Sogn, Lynge-Kronborg Herred, Frederiksborg Amt, til 1970 Asminderød-Grønholt Kommune, fra 1970 til 2006 i Fredensborg-Humlebæk Kommune, siden 2006 i Fredensborg Kommune.

## Historie
Veksebo var fra middelalderen en landsby. I 1682 talte landsbyen 4 gårde. Det samlede dyrkede areal udgjorde 114,6 tønder land skyldsat til 20,34 tdr hartkorn. Dyrkningsformen var trevangsbrug.
I Veksebo lå Veksebo Rytterskole